# 竹内敏之
竹内 敏之（たけうち としゆき、1968年11月3日 - ）は、日本の実業家。株式会社バンブーコーポレーションの創業者。起業家。

## 略年譜
- 1968年

11月3日 - 秋田県能代市で株式会社東邦の二代目社長・竹内敏夫の次男として出生。
- 1975年

能代市立渟城第三小学校に入学。
- 1981年

能代市立能代第一中学校入学
- 1984年

秋田県立能代工業高校建築科入学。
- 1987年

国士舘大学　政治経済学部　経済学科入学　経済学士
- 1992年

秋田県能代市に帰郷。家業である株式会社東邦製材所（現 株式会社東邦）の専務取締役に就任するが、およそ2年後、兄の帰郷を期に退任する。
- 1995年

能代市初の海外直輸入雑貨店「ワールドパスポート」を開店。仕入れ先をカリフォルニア州ロサンゼルス、ネバダ州ラスベガスを中心に、並行輸入で幅広い品揃えの店舗となる。同時期カラオケボックス、レストラン飲食店展開を計画、オリエンタルフードを中心にメニュー構成を試み、中国、韓国、台湾、イタリア、イギリス、スイス、米国内の各民族街にて世界料理を視察研究、事業コンセプトの構築、運営を模索。
- 1996年

カラオケボックスとカウンターバーの飲食サービス業「バンブーハウス」を開店、同時期に自動車メインテナンス業「ボディショップ」を開業する。
- 1997年

7月、事業体制を個人事業主から法人格に変更。株式会社バンブーコーポレーションを設立。自動車販売・整備・板金部門、飲食部門など多角的に経営展開をはかる。
- 1999年

アメリカ合衆国滞在権B1ビザ取得、アメリカ合衆国カリフォルニア州ロサンゼルス郡に、米国法人Bamboo River corporation LTD,.を設立、おにぎり創作どんぶりメニューを中心とした日本食レストラン「Oh! Nigiri Carifornia rice kitchin」を開店。
- 2001年

能代商工会議所に入会、青年部に所属。
- 2002年

能代商工会議所主催の大会 能代港まつり花火大会の初代花火大会コーディネーターとして運営、構成、プロデュースを担当。
- 2003年

能代港まつり花火大会の花火大会コーディネーターとして運営、構成、プロデュースを担当。
- 2004年

能代港まつり花火大会の花火大会コーディネーターとして運営、構成、プロデュースを担当。
- 2005年

能代港まつり花火大会の花火大会コーディネーターとして運営、構成、プロデュースを担当。
- 2006年

能代港まつり花火大会の花火大会コーディネーターとして運営、構成、プロデュースを担当。
- 2007年

能代港まつり花火大会の花火大会コーディネーターとして運営、構成、プロデュースを担当。テレビ朝日制作番組『SmaSTATION!!』の花火特集番組内容で、新潟県の3尺玉製作の阿部煙火工業、大会当日までの密着取材を受ける。
- 2008年

能代港まつり花火大会の花火大会コーディネーターとして運営、構成、プロデュースを担当。
和風建築の提案と秋田杉製品を北米地域を中心に販路の拡大を企画、ビジネスパートナーにKodama Koi Farmとの業務提携を締結し、共に日本文化を世界に米国に発信することを目的に、米国での活動の可能性をはかる。「秋田杉米国販路拡大プロジェクト」と命名し、 経済産業省 東北経済産業局 地域資源活用事業の認定を得る。
米国販路開拓プロジェクトメンバーとして 経営コンサルタントにエクスプローラーズジャパン株式会社代表取締役岡野太郎氏をむかえる。
アメリカ合衆国ハワイ州オアフ島ミリラニ地区のKodama Koi Farm社に、日本初の秋田杉銘木製品を使用した「秋田杉ショールーム」を竣工。
- 2010年

能代商工会議所主催の花火 港まつり 能代の花火の花火大会コーディネーターとして運営、構成、プロデュースを担当。
「秋田杉米国販路拡大プロジェクト」は全米各地で開催される錦鯉品評会を中心に秋田杉ブースを設ける。
能代商工会議所 第一号議員に選出され、観光・サービス部門に所属。地元能代の観光資源開発などの活動を担う。
- 2011年

港まつり 能代の花火の花火大会コーディネーターとして運営、構成、プロデュースを担当。
「秋田杉米国販路拡大プロジェクト」は2月アメリカ合衆国ハワイ州オアフ島で開催される錦鯉品評会「4th Annual AKAS International  Aloha Koi Show]における受賞トロフィーの作成を秋田杉製の作成でのデザイン依頼を受け、作成承認を受ける。更なる秋田杉の知名度とブランド造りの一歩を果たす。
2月、アメリカ合衆国オレゴン州ポートランド地区開催　「Home & Garden Show」（建築資材展）に初参加。現地工務店、寿司店、居酒屋店、日本空間を施工するコンストラクターを主たるターゲットに出展を図り、北米西海岸地区における建築事情や親日ブームの現状に「秋田の誇る秋田杉内装材」を披露し、広く意見や提案を求め、マーケットリサーチを兼ねた知名度の更なるアップを試みる。
アメリカ合衆国における事業協力パートナーである樹神コイファーム社と事業内容の強化案の協議将来展望を模索する。
7月、国立秋田工業高等専門学校物質工学科講義の「秋田高専協同教育講演会」の講師に選任され「日本から見る海外・海外から見直す日本と地域資源について」というテーマで教壇での講演依頼を受ける。
9月、アメリカ合衆国オレゴン州ポートランド市総領事公邸内にて、在ポートランド日本国総領事館（Cousulate-General of Japan in Portland）総領事岡部孝道との親交を得る。領事館にて今後の米国における日本文化、和風内装の継承をすることにおいて、秋田杉販路拡大の現時事情及び将来の可能性について会談する。
社団法人秋田県観光連盟 男鹿観光振興会、茄子知人会主催のイベント「五里合ものづくり学校」内の座談会「昼まで生トーク」に、講師として招かれる。
11月、アメリカ合衆国ハワイ州にて著名なウクレレメーカーMIKE UENO氏に天然秋田杉の材料を提供し、世界初の「秋田杉製ウクレレ」の試作を依頼する。
能代商工会議所 第一号議員
- 2012年

「秋田杉米国販路拡大プロジェクト」は2月アメリカ合衆国ハワイ州オアフ島で開催される錦鯉品評会「5th Annual AKAS International  Aloha Koi Show]において2年目の秋田杉製のデザイン受賞トロフィーの製作依頼を受ける。
ウクレレメーカーMIKE UENO氏より世界初の「秋田杉製ウクレレ」の完成品を納入される。素材の柔らかさから独特な音色を評価され、今後の更なる改良と試作の模索を続ける。
アメリカ合衆国オレゴン州Portland Japanese Gardenのコーポレートメンバーとして認定される。
3月、アメリカ合衆国オレゴン州ポートランドの木材加工問屋CREATIVE WOOD WORKING NW社と米国内初の「秋田杉取り扱いディーラー」として業務提携をする。
7月、能代商工会議所主催　能代港まつり花火大会10周年記念大会を機に名称を「港まつり　能代の花火」に変更。打上プログラム、番組構成コーディネーターとして過去最高の規模と動員数で大会の更なる知名度と評価を得る。
AKT秋田テレビの報道番組内で「地域人材発掘のテーマプログラムにおいて秋田杉の海外進出について」取材を受ける。
能代商工会議所 第一号議員
- 2013年

港まつり 能代の花火の花火大会コーディネーターとして運営、構成、プロデュースを担当。
秋田杉米国販路拡大プロジェクト」は2月全日本錦鯉品評会に参加「KOI PROJECT」を立ち上げ世界のマーケットに向け新しい視点での和文化の世界発信を試みる。株式会社妄想工作所、株式会社エクスプローラーズジャパン、アメリカKodama Koi Farm社との連携プロジェクトとして始動する。
2月、アメリカ合衆国ハワイ州オアフ島で開催される錦鯉品評会「6th Annual AKAS International  Aloha Koi Show]において3年目の秋田杉製のデザイン受賞トロフィーの制作依頼を受ける。
ABS秋田放送ラジオ番組内の「歌のない歌謡曲」（酒井茉耶アナウンサー担当番組内）にて秋田杉製ウクレレの音色が世界初の公共電波で披露される。
7月、能代商工会議所主催　第11回 能代の花火は、タイトルを「白神山地世界遺産20周年記念」、テーマを「元気」「勇気」「希望」。過去最高規模と芸術性のを高め、全国規模の花火として認知度を高める。能代の花火は、全国のどれでもない独自の特色を確立した。昨年の観客動員数を更に上回り、経済波及効果調査から、能代地域の観光資源としての位置づけを不動の物とする。
能代商工会議所 第一号議員
- 2014年

港まつり 能代の花火の花火大会コーディネーターとして運営、構成、プロデュースを担当。
1月、秋田県生涯学習支援システム まなびサポート秋田ホームページ行動人の取材を受ける。内容は、花火大会のプロデュース、他地域の人への「おもてなし」に関するもの。
東京都港区六本木の熟成肉専門卸業者　フードイズム社と取引契約の締結、能代市の多国籍料理レストランを改め、熟成肉をメインに「グリルバンブーステーキハウス」の新装開店
- 2015年

港まつり 能代の花火の花火大会コーディネーターとして運営、構成、プロデュースを担当。
能代商工会議所 第一号議員
7月、能代商工会議所　能代の花火コーディネーター。
第13回　港まつり　能代の花火　テーマ「能代だよね！ハッピーでShow!」を過去最大規模で企画、開催し、観覧席は完売し、日本を代表する主なる花火として確立される。大成功に終え高い評価を得る。
9月、アメリカ合衆国ハワイ州オアフ島を中心に日本文化発信のため渡米。日本文化の再認識がされる昨今、インバウンド、アウトバウンドについて業種を問わないマーケットリサーチを試みる。また、日本の地域にあふれる食材や資源の認知を目的し、海外に売り込むための需要調査および地方創生を念頭に販路の開拓、文化の研究拡大を理想とする。
- 2016年

7月、能代商工会議所　能代の花火コーディネーター。
第14回　港まつり　能代の花火　テーマ「楽しくなければ能代じゃない！びっくりでShow!」では300mナイアガラと500mスターマインで開幕、JR五能線全線開通80周年を記念し三尺玉を打ち上げ、さらに尺・二尺・三尺玉3段打ちも好条件で打ち上げ成功、1000mフルワイドスターマインでグランドフィナーレを迎え、15周年記念プレイベントとしての企画で大成功で終焉。
10月、潟上市立出戸小学校6年生を対象に「総合的な学習の時間」で「選択の技術」をテーマに講演。
能代商工会議所 第一号議員
- 2017年

能代商工会議所 第一号議員
オアフ島　ミリラニ地区に第2事例目の、秋田杉材をメインとした「日本の和空間」をテーマにしたデザインルームを現地Kodama Koi Farm社と共同で企画中。
4月　能代商工会議所　能代の花火コーディネーター。
能代商工会議所70周年記念事業　第15回　港まつり　能代の花火　テーマ「楽しくなければ能代じゃない！年中夢中!」　全国でも注目の記念イベントの打上内容を企画進行中。
株式会社イープラスと能代の花火有料観覧席販売の業務提携。同社エンタメ特化型情報メディア スパイスに「能代の花火コーディネーター」のインタビューを受ける。 ABS秋田放送　制作・著作の「能代の花火 特別番組」の構成、プロデュース、今年開演の花火の見どころを解説する番組を担当。
東宝アニメ配信映画「打ち上げ花火、下から見るか?横から見るか?」と能代の花火との宣伝告知コラボレーションを構築。
7月22日　第15回　能代商工会議所70周年記念「楽しくなければ能代じゃない！年中夢中！」開催、過去最高規模で終焉。
- 2018年

能代商工会議所 第一号議員
4月　能代商工会議所　能代の花火コーディネーター。
第16回　港まつり能代の花火　テーマ「楽しくなければ能代じゃない！Are you レディ？」　女性の活躍にフォーカスしたテーマで打ち上げプログラムを企画、構成する。
ハワイ州オアフ島　 Aloha koi show 錦鯉品評会のトロフィーを秋田杉で制作。
- 2019年

能代商工会議所 第一号議員
4月　能代商工会議所　能代の花火コーディネーター。
7月　第17回　港まつり能代の花火　テーマ「男子ing ヒーロー！」　昨年の女性の活躍にフォーカスしたテーマに続き、負けるな男子！男性にエールを送る打ち上げプログラムを企画、構成する。
新たに長野県　伊那火工堀内煙火店を招致を実現し、新しい世界観の打ち上げでグランドフィナーレをかざり、全国から注目をあびる。
8月10日　自社飲食部門　「グリルバンブーステーキハウス」から鉄板焼きコース料理専門店「鉄板 多助」に業態変更。
- 2020年

能代商工会議所 第一号議員
4月　能代商工会議所　能代の花火コーディネーター。
2月　新型コロナウイルス感染症パンデミックにより、感染リスク回避のため「カラオケボックス　バンブーハウス・カウンターバーバンブーラウンジ」の営業を停止。
「鉄板 多助」は１日１組 完全予約制で、感染対策をとり営業継続する。
第18回　港まつり能代の花火　新型コロナウイルス感染症パンデミックにより復活以来初めての開催中止となる。
9月19日　秋田沖洋上風力発電事業入札事業者　「日本風力開発株式会社」主催　能代港サプライズ花火 を長野県　伊那火工堀内煙火店とともに企画、1500発のワイドスターマインを打ち上げる。全国各地から花火ファンが能代港に集う。
- 2021年

能代商工会議所 第一号議員
4月　能代商工会議所　能代の花火コーディネーター。
第18回　港まつり能代の花火　昨年に引き続きパンデミックの収束に至らず2年目の開催中止となる。
7月10日 秋田洋上風力発電事業入札事業者 「大森建設株式会社」「株式会社　福八」「AOW秋田洋上風力株式会社」「日立パワーソリューションズ」「米代川風力発電株式会社」「くろしお風力発電株式会社」「日本風力開発株式会社」「オーステッド」「ユーラスエナジー株式会社」主催　能代港サプライズ花火の2年目を企画構成する。打ち上げは昨年に引き続き長野県　伊那火工堀内煙火店による3部構成のワイドスターマイン、大玉二尺玉の打ち上げに成功、全国の花火大会が中止する中、サプライズの規模では日本一のボリュームとなる。全国各地から花火ファンが能代港に集う。
- 2022年

能代商工会議所 第一号議員
4月　能代商工会議所　能代の花火コーディネーター。
第18回　港まつり能代の花火　全国に先駆けて7月23日、3年ぶりに復活開催。
コロナウイルス感染症対策を万全に、会場レイアウトも全席イス席、入場者数制限と追跡調査が可能となるように観覧席販売はプレイガイド「イープラス」「ファミリーマート」「能代観光協会」が担う。
開催テーマ　「能代にはある、能代にしかない　復活のノロシ（ノシロ）」
ABS秋田放送　特別番組「能代の花火」では、3年ぶりの復活開催告知とともに、感染予防対策にフォーカスした番組を放送。
参加煙火業者　「北日本花火興行」「小松煙火工業」「和火屋」「伊那火工堀内煙火店」「阿部煙火工業」「響屋 大曲煙火株式会社」「佐藤煙火株式会社」
カンテレ制作「7ルール（セブンルール）」「伊那火工堀内煙火店」の女性花火師の密着取材を能代の花火で特集する。